# نائلي عبد الله باشا
نائلي عبد الله باشا (بالتركية: Naili Abdullah Paşa)‏ كان الصدر الأعظم للدولة العثمانية في الفترة ما بين 19 مايو 1755 حتى 24 أغسطس 1755.  تُوفي في 1758 بمدينة المدينة المنورة.